# Liu Xinglong
Liu Xinglong (xinès: 刘醒龙) (1956 Huangzhou -), escriptor xinès guanyador del vuitè Premi Mao Dun de Literatura de l'any 2011, per la seva obra "天行者", traduïda a l'anglès com Skywalker. Considerat com un dels representants de la literatura del neorealisme xinès.

## Biografia
Liu Xinglong va néixer el gener del 1956 en una família modesta originaria de Tuanfeng, a Huangzhou (黄 州), un districte de la ciutat de Huanggang (黃冈) de la província de Hubei. El seu pare va ser una víctima de la Revolució Cultural, i va ser enviat per la seva "reeducació" al poble de Shitouzui (石头 嘴), un districte de Yingshan (英 山), a les muntanyes Dabie (大别山), una cadena. al nord-est de Hubei, que limita amb Henan i Anhui. Aquesta zona serà l'escenari de la seva infantesa, i la de moltes de les seves narracions i novel·les breus.

### Primers anys
Degut a la continua mobilitat del seu pare, que va ser traslladat múltiples vegades de residència, Li va rebre una educació primària molt caòtica. El 1973 va acabar l'escola secundària a la Universitat de Hongshang. Va voler seguir els estudis però el seu pare el va enviar a treballar en diverses obres de caràcter públic (embassaments, pantans i altres). També va intentar entrar a l'exercit, però va acabar treballant durant deu anys en un fabrica de vàlvules.

### Inici de la carrera literària
El 1984 va començar a publicar relats curts i es va convertir en cap de la secció de literatura de l'Institut d'Arts Populars de la Zona Huanggang (黄冈 地区 群艺馆 文学 部 主任), vicepresident de l'associació d'escriptors de la regió de Huanggang i editor associat de la revista literària 赤壁.
Des de les seves primeres publicacions, va optar per un estil senzill, fermament ancorat en la realitat i amb temes inspirats en la seva experiència viscuda, al camp i les muntanyes de Hubei, que aporta frescor i autenticitat a allò que explica.

### Consolidació
El 1993 es va convertir en escriptor professional i, com a tal, va ser admès a la Federació de Literatura i Artistes Xinesos de Wuhan (Hubei).
El 1994 va escriure la seva primera novel·la, Weifeng linlin (威风凛凛) i des del 2005, les seves novel·les de sovint es publiquen en diversos volums, com és el cas de "La porta celestial" (圣 天 门).
És membre del Comitè Nacional de l'Associació d'escriptors xinesos i membre del comitè de ficció de l'Associació d'escriptors xinesos.

### Premis
- 1996: Premi Lu Xun de Literatura per "挑担茶叶上北京" (Carrying A Load of Tea Go To Beijing)[5]
- 2011: Premi Mao Dun per "天行者" (Skywalker)
- Premi de l'Acadèmia de Literatura Xinesa Contemporània
- Premi de Literatura de Taiwan

## Obres destacades
- 1994: Weifenglinlin (威风凛凛)
- 1992: Fenghuangqin (凤凰琴) i Qiufengzuile (秋风醉了)
- 1996: "挑担茶叶上北京" (Carrying A Load of Tea Go To Beijing)
- 1998: Love Forever (爱到永远)
- 2002: Mitian (弥天)
- 2005: "La porta celestial" (圣 天 门口
- 2009: Skywalker (天行者)
- 2010: Political Lesson (政治课)
- A Drop of Water (一滴水有多深)

Algunes de les seves obres han estat traduïdes a l'anglès, francès, japonès i coreà. No hi ha traduccions al català ni al castellà.

### Adaptacions cinematogràfiques
Dos dels seus relats curts de principis dels 90, van ser adaptats al cinema:
- Feng huang qin (凤凰琴) dirigida per He Qun (何 群) i Bei kao bei,lian dui lian (背靠背 脸 对 脸) en anglès "Back to back, Face to Face", dirigida per Huang Jianxin (黄建新).